# New Zealand Rugby
La New Zealand Rugby es el ente fundado en 1892 que regula la actividad del rugby en Nueva Zelanda. Entre las principales funciones de la unión se encuentra la de organizar torneos domésticos, los más importantes son el Mitre 10 Cup y el Heartland Championship; torneos con otras uniones del Hemisferio sur y fomentar las distintas selecciones nacionales en competencias mundiales.

## Reseña histórica
La institución se creó en 1892 como New Zealand Rugby Football Union y era gobernada por los delegados de las 10 uniones provinciales fundadoras. Es la más antigua unión nacional creada fuera de las islas británicas.
En 1948, la NZRFU, la Australian Rugby Union y la South African Rugby Union se afilian al órgano mundial International Rugby Board hoy World Rugby.
Junto a las uniones arriba mencionadas crea la Sanzar (hoy Sanzaar) en 1996, una asociación en ese entonces tripartita de las potencias del Hemisferio sur que organiza un torneo anual de equipos (franquicias) y otro de selecciones.
En 2006 el acrónimo de NZRFU pasa a NZRU y de este a NZR en el 2013, al perder la palabra Football primero y la palabra Union después.

## Uniones afiliadas
La NZR está integrada por 26 uniones provinciales afiliadas que trabajan en el desarrollo del deporte en clubes y centros de estudio y además representa a las selecciones locales en la ITM Cup. Las uniones provinciales se dividen en 3 zonas geográficas: Norte, Centro y Sur.
| - Auckland RU - Bay of Plenty RFU - Counties Manukau RFU - King Country RFU - North Harbour RFU - Northland RFU - Thames Valley RFU - Waikato RU | - East Coast RFU - Hawke’s Bay RFU - Horowhenua Kapiti RFU - Manawatu RFU - Poverty Bay RFU - Taranaki RFU - Wairarapa Bush RFU - Wanganui RFU - Wellington RFU | - Buller RFU - Canterbury RFU - Mid Canterbury RFU - North Otago RFU - Otago RFU - Rugby Southland - Tasman RU - South Canterbury RFU - West Coast RFU |